# Dobravica pri Velikem Gabru
Dobravica pri Velikem Gabru je naselje u slovenskoj Općini Trebnju. Dobravica pri Velikem Gabru se nalazi u pokrajini Dolenjskoj i statističkoj regiji Jugoistočnoj Sloveniji. 

## Stanovništvo
Prema popisu stanovništva iz 2002. godine naselje je imalo 16 stanovnika.